# Claudio Martino
 Claudio Martino (Argentina, 10 de noviembre de 1910-1979) fue un actor de cine, televisión y teatro argentino.

## Carrera profesional
Trabajó en cine en papeles de reparto, salvo en Alas de mi patria (1939), donde fue coprotagonista. En 1951 mientras trabajaba en la obra Prontuario en el Teatro Astral se le pidió su firma en una nota en la que se propiciaba la reelección del presidente Juan Domingo Perón y al negar su adhesión al igual que otros intérpretes como Alberto de  Mendoza y Agustín Barrios, el teatro fue clausurado y la obra dejó de representarse. Por negarse a adherir a la reelección también fueron prohibidos y debieron estar años sin trabajar, otros actores como Oreste Caviglia y María Rosa Gallo.
Al caer derrocado Perón integró junto a Francisco Armisén, Pascual Nacaratti, Ángel Boffa, Iván Grondona, Pedro Laxalt, Julián Bourges, Alfredo Noli, Mario Faig, Luis Capdevila, Pedro Tocci y Pablo Racioppi la comisión provisional que dirigió la Asociación Argentina de Actores hasta que fue intervenida por el nuevo gobierno.
En televisión trabajó en el ciclo de ficción A mi me pasan todas (1967) protagonizado por Enzo Viena por Canal 13 sobre textos de Aldo De Benedetti adaptados por Nino Fortuna Olazábal.

## Filmografía
- Nacidos para cantar   (1965)
- La fin del mundo   (1963)
- Detrás de la mentira   (1962) …Mauricio
- Don Frutos Gómez   (1961)
- Fin de fiesta   (1959)
- Campo arado   (1959)
- Ésta es mi vida   (1952)
- La doctora quiere tangos   (1949)
- La cuna vacía   (1949)
- La tía de Carlos   (1946)
- Siete mujeres   (1944)
- El comisario de Tranco Largo   (1942)
- Volver a vivir   (1941)
- Historia de una noche   (1941)
- Un hombre bueno   (1941)
- Cita en la frontera   (1940)
- Pueblo chico, infierno grande   (1940)
- Un señor mucamo   (1940)
- Alas de mi patria   (1939)
- El hombre que nació dos veces   (1938

## Televisión
- A mi me pasan todas    (serie) (1967)